# Rijksweg 27

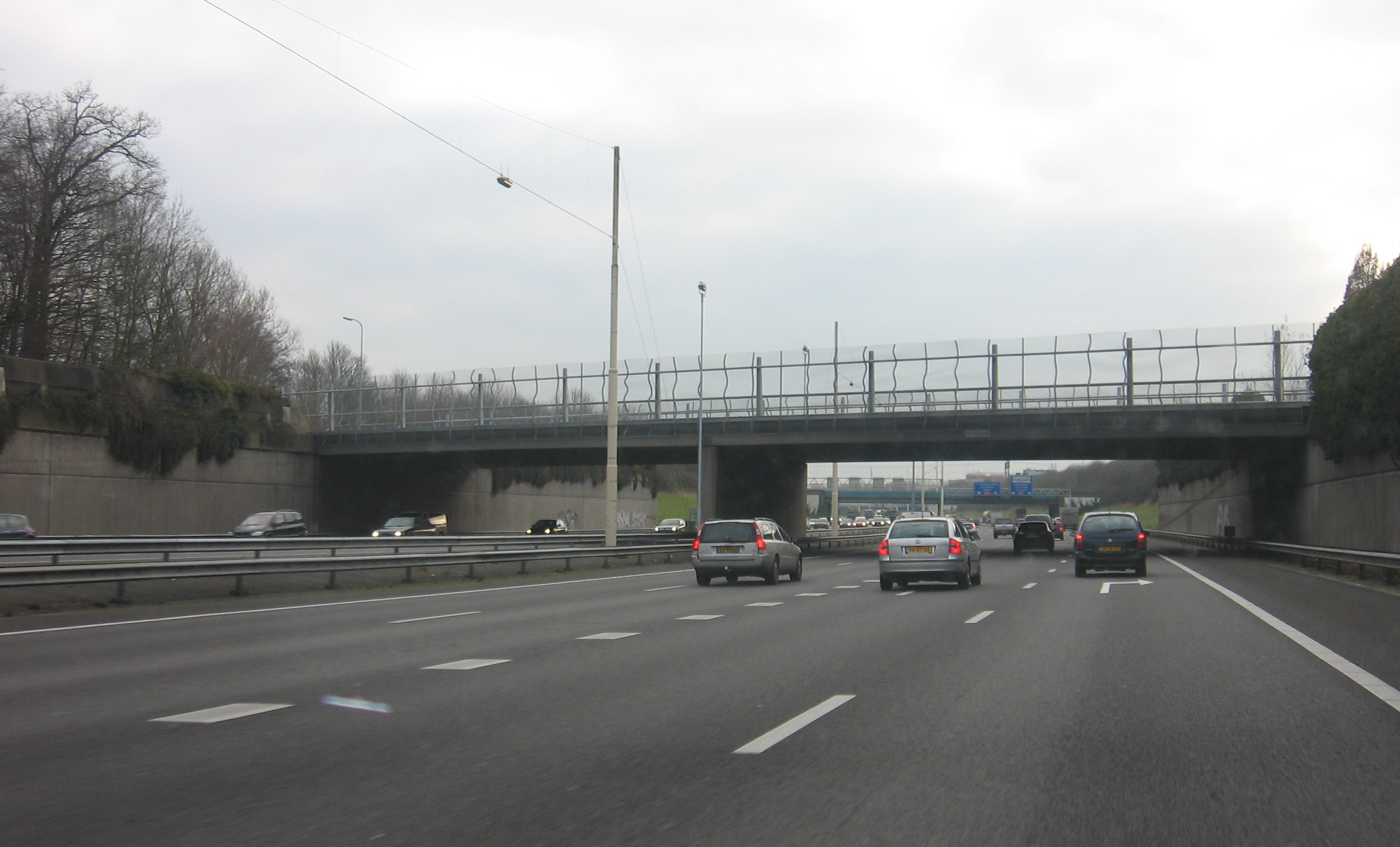
Die A27 bei Amelisweerd

Die Autobahn (Rijksweg) A27 ist eine Autobahn in den Niederlanden. Sie beginnt beim Knooppunt Sint-Annabosch im Süden von Breda und mündet am Knooppunt Almere in die A6. Der letzte Abschnitt wurde erst 1999 zwischen Huizen und Almere dem Verkehr übergeben. Die Strecke dient in Ferienmonaten vielen Einheimischen zur Fahrt in den Urlaub nach Belgien und Frankreich, weshalb das Verkehrsaufkommen zu dieser Zeit besonders hoch ist. Besonders auf dem Abschnitt zwischen dem Kreuz Gorinchem und der Brücke über den Lek bilden sich regelmäßig Staus, da dort die Autobahn nur vierspurig ausgebaut ist. Dieser Abschnitt soll jedoch in den kommenden Jahren sechsspurig ausgebaut werden.
Viele Urlaubsreisende aus Frankreich und Belgien nutzen die Autobahn als Verbindung in den Niederländischen Norden, besonders in Richtung Friesland.
Im Jahr 2006 wurde der Streckenabschnitt zwischen Gorinchem und Noordeloos um eine Fahrspur erweitert. Dabei musste die Brücke bei Keizersveer, die schon 1978 einmal erneuert worden war, renoviert werden. Später wurde dann auch das Stück bis zum Knooppunt Everdingen erweitert.

## Bilder

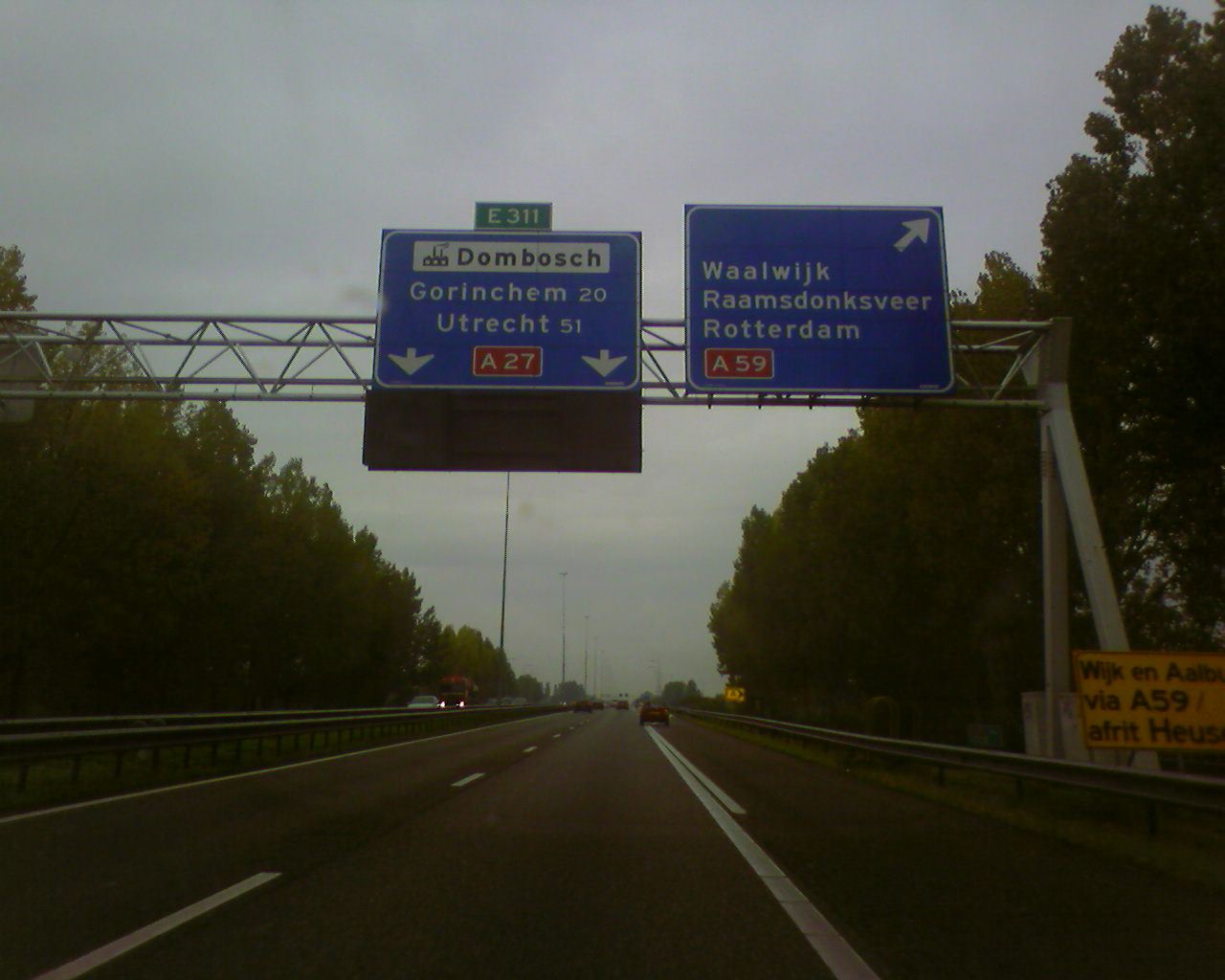
Die A27 beim Knooppunt Hooipolder
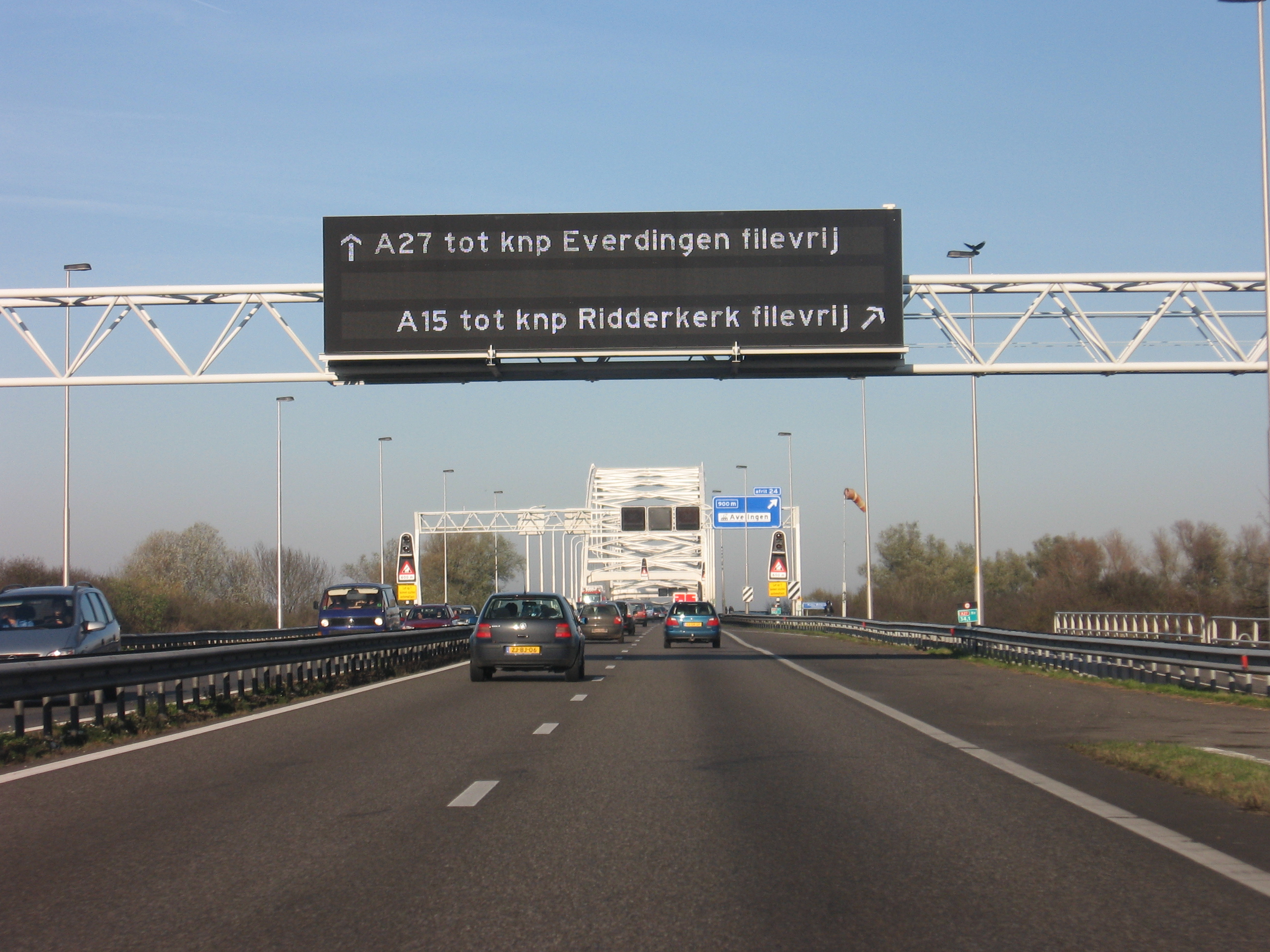
Die Merwedebrug bei Gorinchem
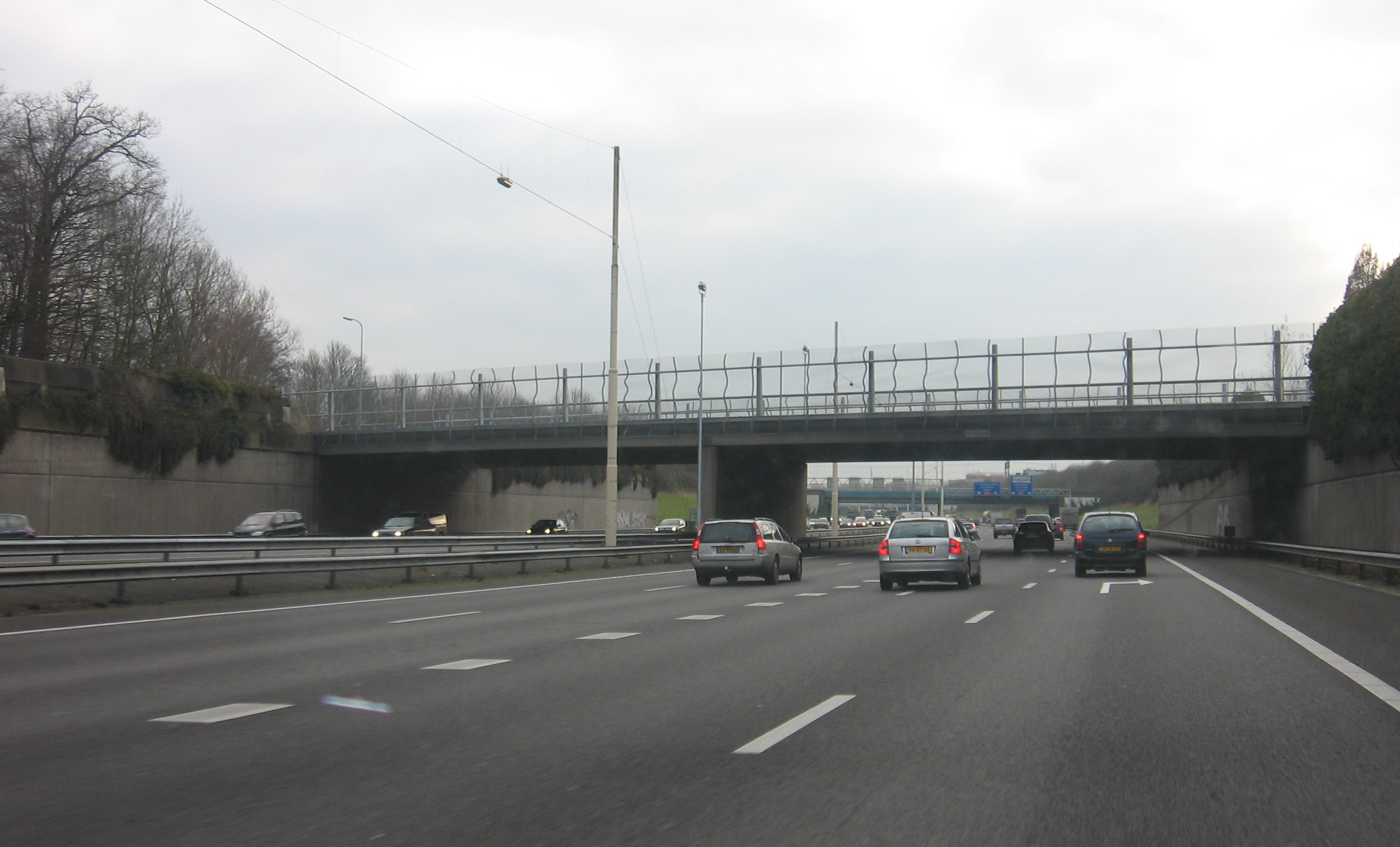
Die A27 entlang Amelisweerd bei Utrecht
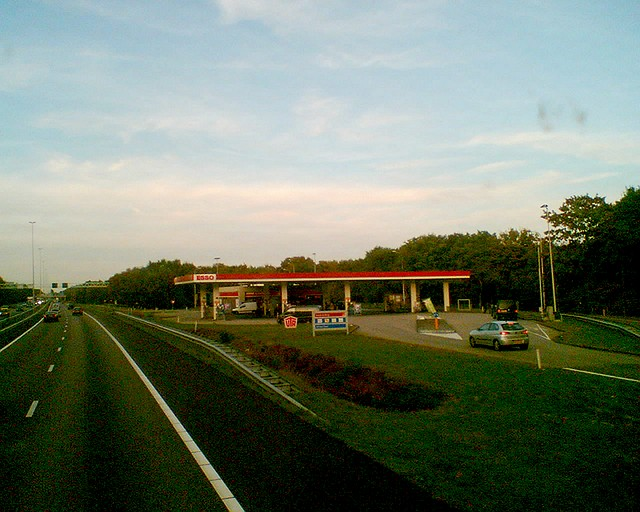
Rastplatz Kalix Berna bei Breda
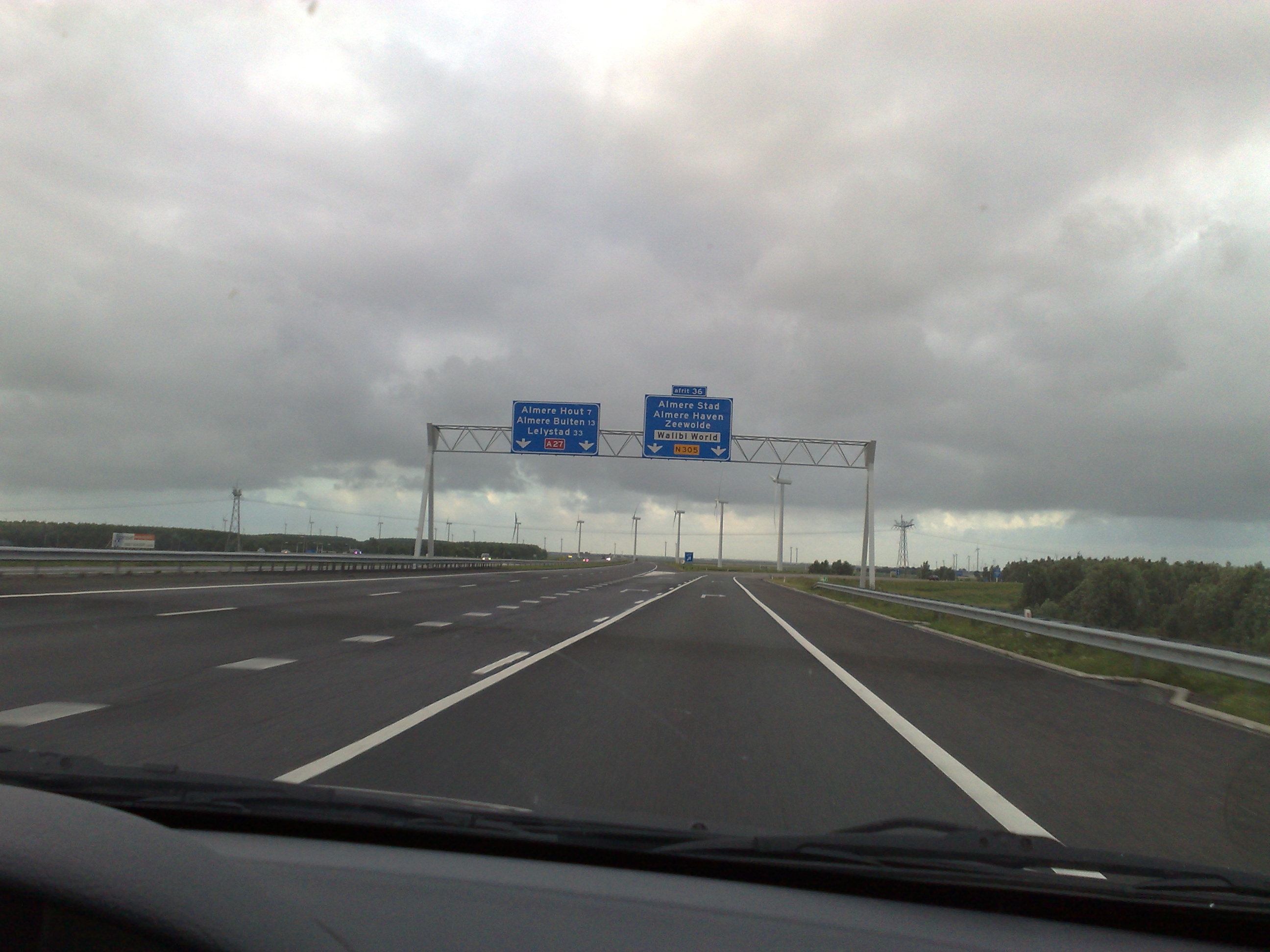
Die A27 bei Almere Stad
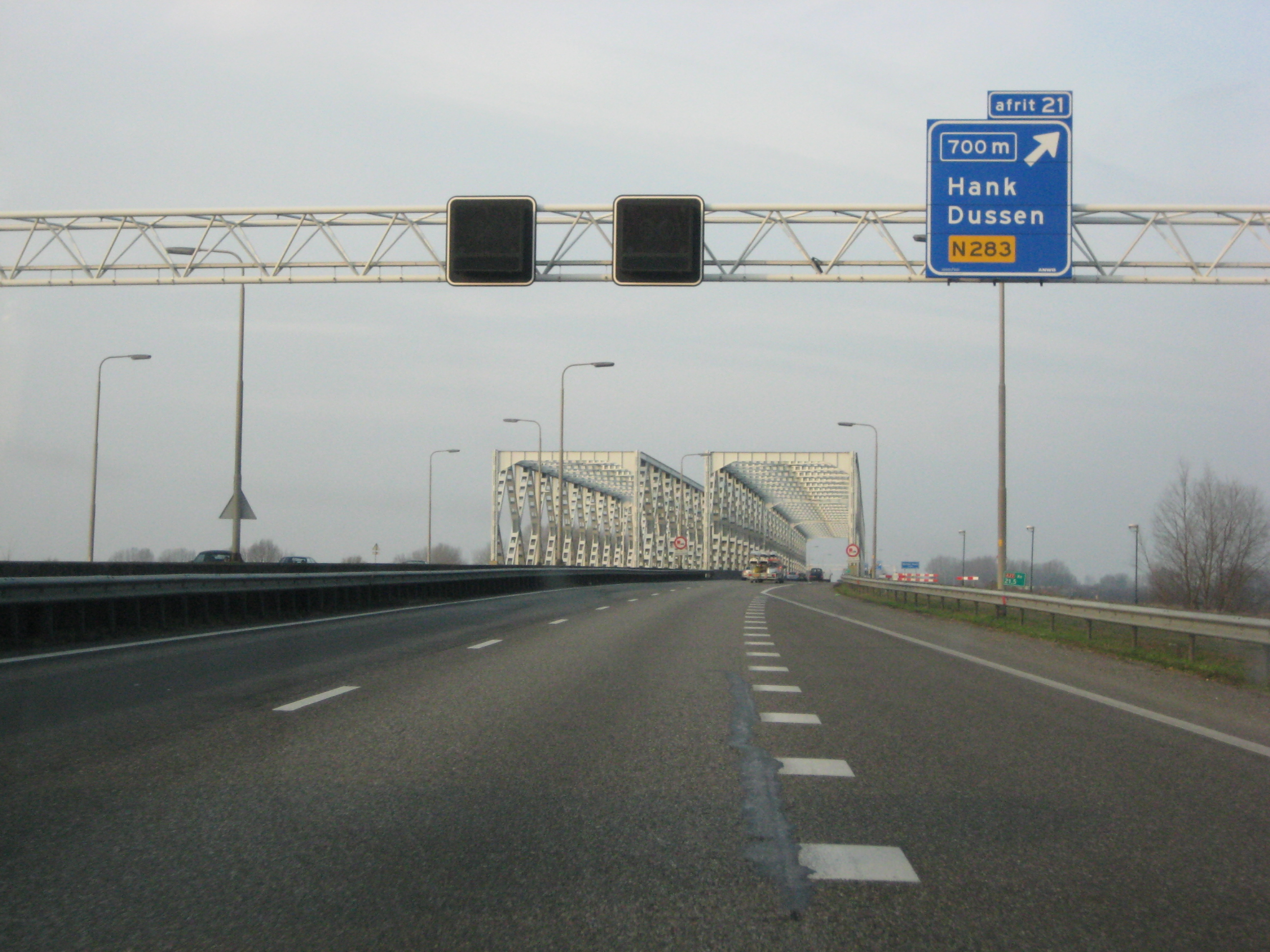
Die Keizersveerbrug